# Inondation de 2020 en Afghanistan
L'inondation de 2020 en Afghanistan est une série d'inondations soudaines survenue en août 2020 en Afghanistan. Elles ont été causées par des pluies torrentielles à Tcharikar, dans la province de Parwan. Au moins 110 personnes sont mortes et 150 autres ont été blessées lors de l'inondation qui laisse des centaines de maisons détruites. Le ministère de la Gestion des catastrophes a également signalé des pertes et des destructions d'infrastructures dans les provinces de Kapissa, de Wardak, de Nangarhar, de Pandjchir et de Paktiya.